# Kviddtjärnen (Linde socken, Västmanland, 662330-145514)
Kviddtjärnen är en sjö i Lindesbergs kommun i Västmanland och ingår i Norrströms huvudavrinningsområde. Sjöns area är 0,02 kvadratkilometer och den är belägen 201 meter över havet.